# Sentimento (album)
Pour les articles homonymes, voir Sentimento.
Albums de Valerio Scanu
Valerio Scanu
(16 octobre 2009)
Singles
1. Sentimento
Sortie : 3 avril 2009
2. Dopo di me
Sortie : 22 mai 2009

Sentimento est le premier EP de Valerio Scanu, sorti le 10 avril 2009, chez EMI Music Italia.
Il contient six pistes, dont certaines ont été présentées dans le concours de chant Amici di Maria De Filippi saison 2008-2009. Les chansons Can't stop (entrée dans le classement des téléchargements en digital à la dix-neuvième position) et Domani sono contenues dans la compilation Scialla.
De l'EP, certifié disque d'or pour avoir vendu plus de 30 000 copies, on a extrait deux singles: "Sentimento"  en rotation à la radio à partir du 3 avril 2009 (et qui est arrivée jusqu'à la première position dans le classement des téléchargements en digital et "Dopo di me", écrite par Malika Ayane, qui passe à la radio à partir du 22 mai 2009 (qui atteint comme meilleure position la neuvième dans le même classement).
Du deuxième single on réalise également le premier vidéoclip di Valerio Scanu.
L'EP a débuté en troisième position du classement FIMI, qui est la meilleure position obtenue par ce projet discographique.

## Vidéoclip officiel
Le 26 mai 2009 a été publié le vidéoclip officiel de la chanson Dopo di me, contenue dans l'album.